# Вахромин, Юрий Николаевич
Юрий Николаевич Вахромин — советский хозяйственный, государственный и политический деятель.

## Биография
Родился в 1948 году в посёлке Ночка Ночкинского сельсовета. Член КПСС.
С 1965 года — на хозяйственной, общественной и политической работе. В 1965—2008 гг. — старший мастер цеха опытного производства № 1, ученик токаря, в рядах Советской Армии, модельщик Минского тракторного завода Министерства тракторного и сельскохозяйственного машиностроения СССР.
Указами Президиума Верховного Совета СССР от 4 мая 1975 года и от 10 марта 1981 года награждён орденами Трудовой Славы 3-й и 2-й степеней.
Указом Президиума Верховного Совета СССР от 10 июня 1986 года за успехи, достигнутые в выполнении заданий одиннадцатой пятилетки и социалистических обязательств, награждён орденом Трудовой Славы 1-й степени.
Делегат XXVII съезда КПСС.
Живёт в Минске.